# Skypunch

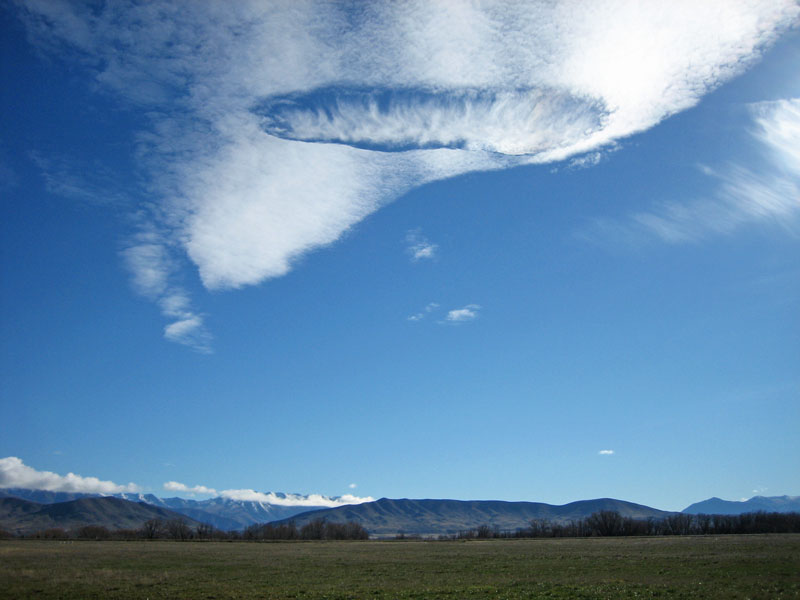
Un skypunch visible sobre Omarama, Nueva Zelanda en mayo de 2006

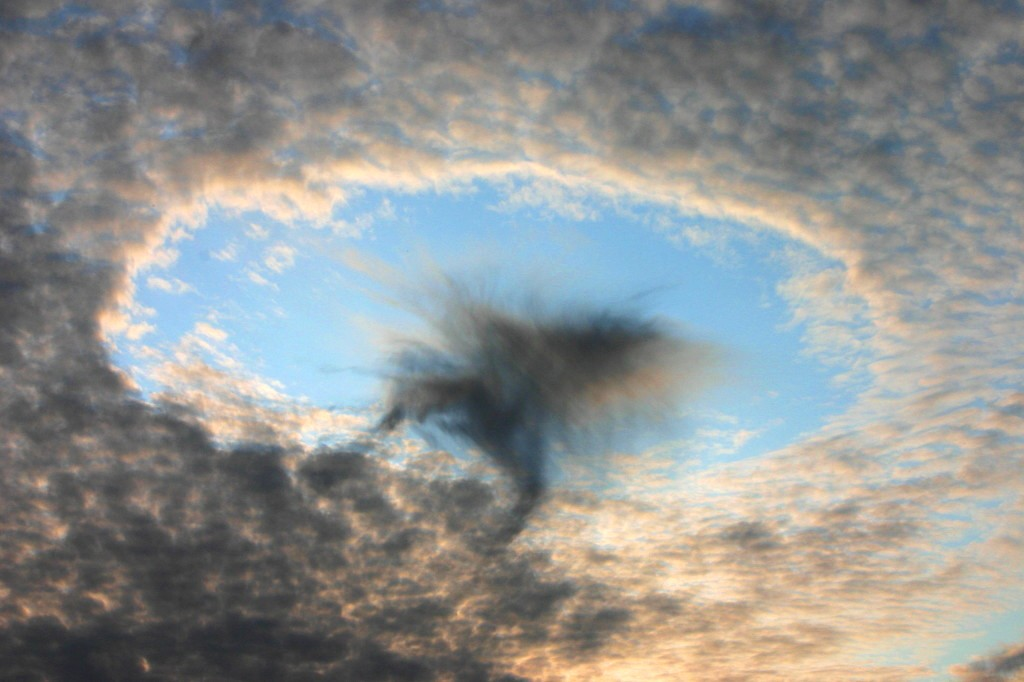
Skypunch sobre Austria, agosto de 2008

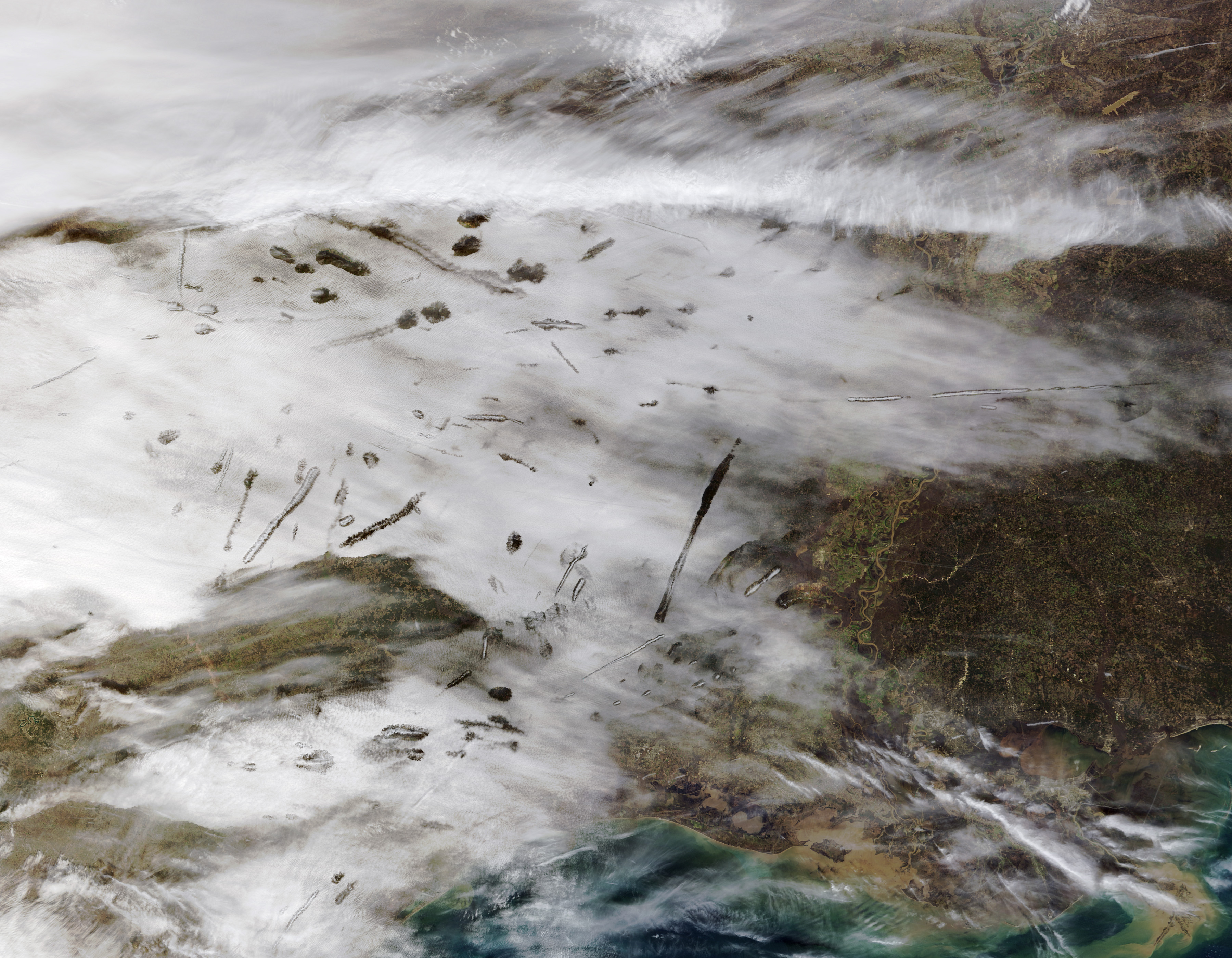
Imagen satelital de canales, y skypunchs en nubes sobre el este de Texas en enero de 2007

Un skypunch o cavum es un gran vacío circular o elíptico, que puede aparecer en las nubes cirrocúmulos o altocúmulos, aunque a veces, también pueden llegar a formarse en stratocumulus.
Tales agujeros se forman cuando la temperatura del agua en las nubes está bajo cero, pero el agua no se ha congelado aún debido a la falta de partículas de nucleación de hielo (véase sobrefusión). Cuando los cristales de hielo se forman se pondrá en marcha un efecto dominó, debido al proceso de Bergeron, haciendo que las gotas de agua alrededor de los cristales se evaporen: esto deja un gran agujero en la nube, a menudo circular.
Se cree que la introducción de un gran número de pequeños cristales de hielo en la capa de nubes pone en marcha este efecto dominó de evaporación que crea el orificio. Los cristales de hielo pueden formarse por el paso de aeronaves que tienen a menudo una gran reducción de la presión detrás de las puntas del ala o hélice. Esto enfría el aire muy rápidamente, y puede producir una cinta de cristales de hielo que se arrastra en la estela del avión. Estos cristales de hielo se encuentran rodeados por gotas, crecen rápidamente por el proceso de Bergeron, causando que las gotas se evaporen y creen un agujero con rayas en forma de cepillo de cristales de hielo debajo de él. Los artículos de Westbrook y Davies (2010) y Heymsfield et al (2010) explican el proceso con más detalle, y muestran algunas de sus observaciones microfísicas y dinámicas. Estas nubes no son exclusivas de una sola área geográfica y se han fotografiado desde muchos lugares.
Debido a su rareza y su apariencia inusual, así como muy poca exposición en los medios de comunicación, los skypunchs a menudo son confundidos o atribuidos a objetos voladores no identificados.